# Kamerunska folkets demokratiska samling
Kamerunska folkets demokratiska samling, Rassemblement démocratique du Peuple Camerounais (RDPC) är det regerande partiet i Kamerun.
Partiledare är Kameruns president, Paul Biya. 